# Dragan Nikolić (militaire)
 (mai 2023).
Dragan Nikolić (26 avril 1957 - 4 juin 2018) est un commandant de l'armée serbe de Bosnie. Il dirigeait le camp de concentration de Sušica  près de Vlasenica, dans l'est de la Bosnie-Herzégovine. 8 000 civils, principalement bosniaques, ont été détenus dans le camp de Sušica entre mai et octobre 1992.
Il a été accusé de crimes de guerre et a été arrêté en Bosnie-Herzégovine par la Force de stabilisation (SFOR) dirigée par l'OTAN et emmené à La Haye aux Pays-Bas pour y être jugé.
Nikolić a fait valoir que la souveraineté de la Bosnie-Herzégovine avait été violée lorsqu'il avait été enlevé par la SFOR plutôt que d'être extradé. Il a soutenu qu'en conséquence le Tribunal pénal international pour l'ex-Yougoslavie (TPIY) ne pouvait pas exercer sa compétence sur l'affaire. La Chambre d'appel du TPIY a commenté la nécessité de trouver un équilibre entre l'attente légitime qu'une personne accusée d'« infractions universellement condamnées » soit traduite en justice et « le principe de la souveraineté de l'État et des droits humains fondamentaux de l'accusé ». La Chambre d'appel a rejeté l'appel.
À la suite du procès du TPIY, il est condamné à 23 ans de prison le 18 décembre 2003. Cette peine est ramenée à 20 ans à la suite d'un appel de la peine.
Nikolić purgeait sa peine dans une prison en Italie jusqu'à ce qu'il obtienne une libération anticipée en 2013.
Il meurt en Serbie en juin 2018, à l'âge de 61 ans et est enterré à Vlasenica.